# 아사다 마유
아사다 마유(Mayu Asada, 1975년 6월 26일 ~ )는 일본의 배우이다.
시즈오카시에서 태어났다.

## 영화
- 절대복종-가녀린 몸매 (2014년)
- 서른살의 욕정-처음이 아니야 (2014년)
- 노예로 삼아줘 - 첫사랑 (2013년)
- 알바생과의 불륜 (2009년)
- 스튜어디스 아내의 이중생활 (2008년)
- 그녀의 흔적 (2006년)
- 섹스와 도박의 상관관계 (2006년)
- 입 찢어진 여자 (2005년)
- 미친 사랑 (2005년)
- 젊은유부녀피아노교사 (2001년)
- 치한전차 (2001년)
- 섹스테라피-마성의본능 (2000년)